# Liste der Präsidenten der Nationalversammlung des Tschad
Diese Liste der Präsidenten der Nationalversammlung des Tschad führt die Präsidenten der Nationalversammlung des Tschad seit der Gründung der Nationalversammlung 1959 auf.

## Parlamentspräsidenten

### Präsidenten der Nationalversammlung 1959–1990
| Name                 | Amtsantritt    | Amtszeitende     |
| -------------------- | -------------- | ---------------- |
| Allahou Taher        | 1959           | 1960             |
| Ahmed Kotoko         | 1960           | 1961             |
| Mahamat Abdelkerim   | 1962           | 1963             |
| Adoum Tchere         | 1964           | 1968             |
| Abbo Nassour         | 1970           | April 1975       |
| Jean Alingué Bawoyeu | 5. August 1990 | 6. Dezember 1990 |

### Präsidenten des Conseil Supérieur de Transition (CST) 1993–1997
| Name              | Amtsantritt      | Amtszeitende     |
| ----------------- | ---------------- | ---------------- |
| Lol Mahamat Choua | April 1993       | 15. Oktober 1994 |
| Mahamat Bashir    | 15. Oktober 1994 | 1997             |

### Präsidenten der Nationalversammlung 1997–2021
| Name                         | Amtsantritt   | Amtszeitende   |
| ---------------------------- | ------------- | -------------- |
| Wadel Abdelkader Kamougué    | 9. Mai 1997   | 2002           |
| Nassour Guelendouksia Ouaido | 10. Juni 2002 | 23. Juni 2011  |
| Haroun Kabadi                | 23. Juni 2011 | 20. April 2021 |

### Präsidenten des Transitional National Council
| Name          | Amtsantritt     | Amtszeitende |
| ------------- | --------------- | ------------ |
| Haroun Kabadi | 5. Oktober 2021 |              |